# 水準器

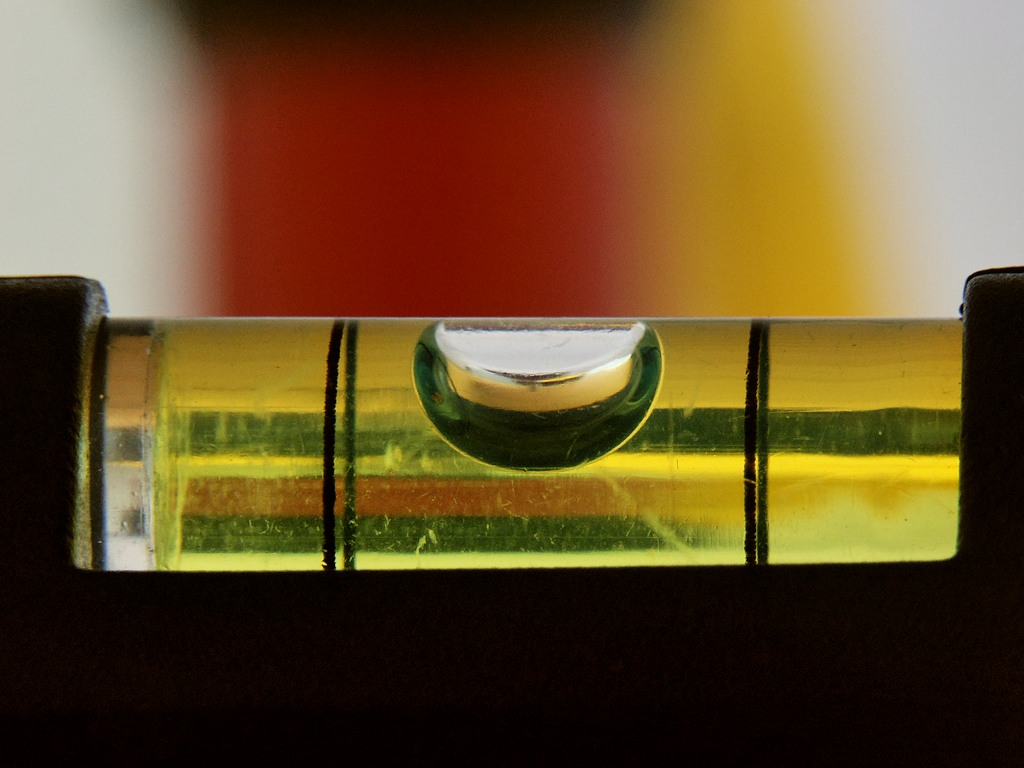
水準器

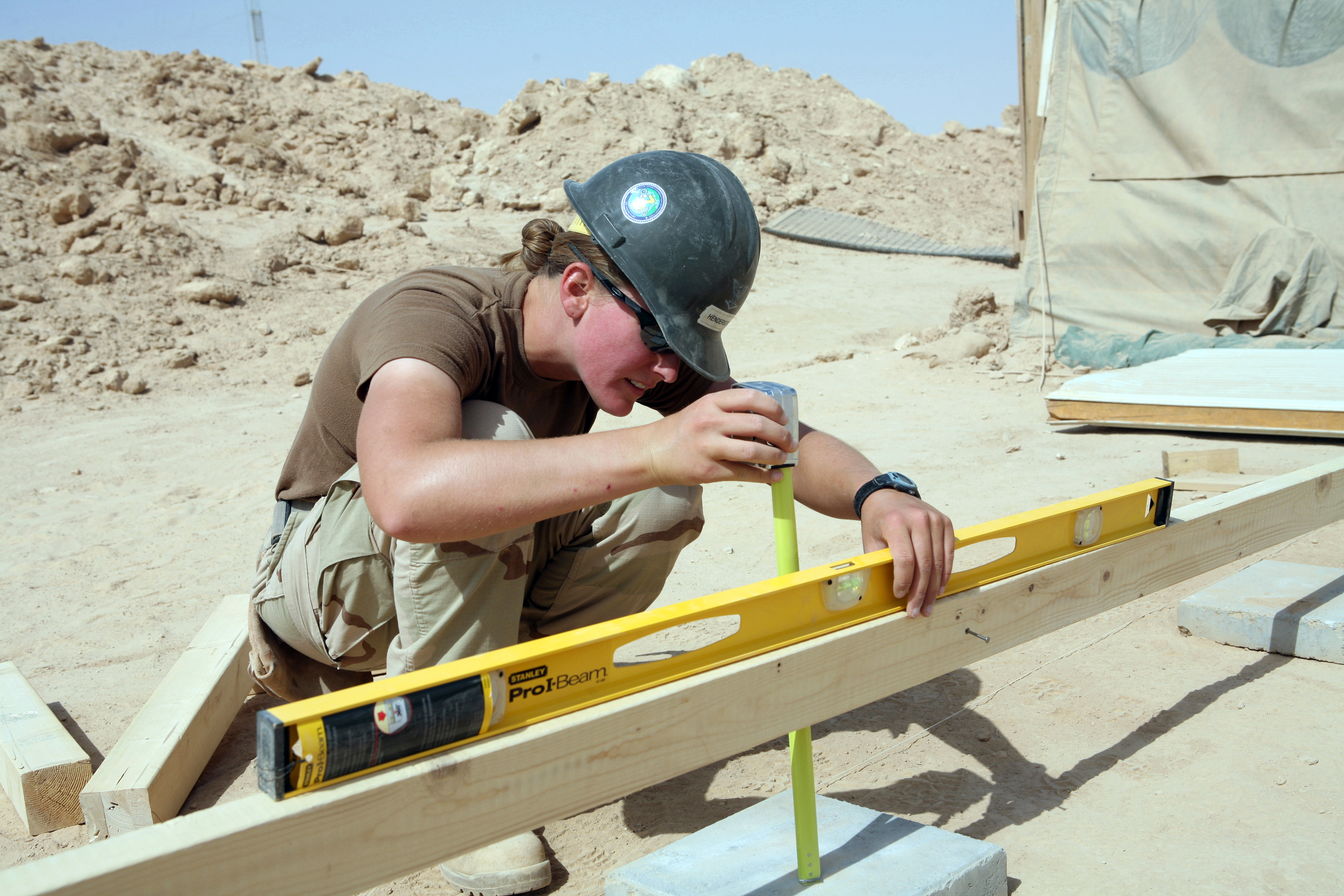
気泡管水準器の使用方法。水準器を対象物に当てて、気泡が目盛りの中央に行くように、対象物を傾ける。気泡が中央に来たら、そこが水平である。

水準器（すいじゅんき）は、物体の表面に密着させて、水平または鉛直に対する物体の角度や傾斜（水平、垂直、45度など）を確認する器具。水平器あるいはレベルとも称呼されている。
気泡管水準器、円形水準器、レーザー水準器、角度を数値表示するデジタル式などがある。土木、建築、測量などの分野を中心に広く用いられている。

## 歴史

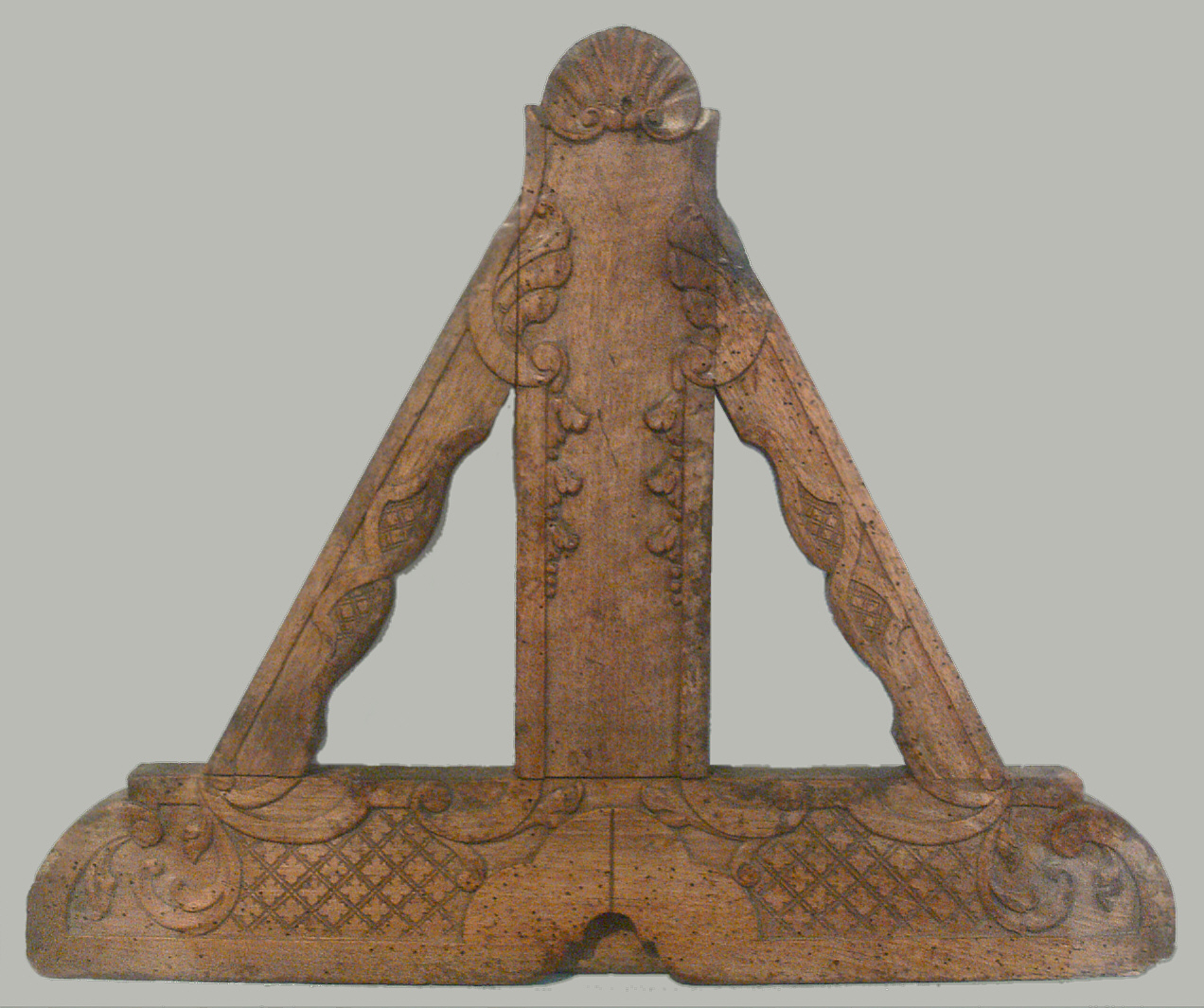
1730年 ドイツ、A水準器

古代ローマの大工が使用した道具は、みな古代エジプトで発明されたものである。リベラと呼ばれるこの水準器は、アルファベットのAに似た木枠の頂点から錘が糸で吊り下げられており、下部に刻まれた視準溝と垂下した糸が重なって見える状態で底辺が水平になる仕組みである。このA水準器は19世紀半ばまで使われていた。
ガラス円筒にアルコールと気泡を入れて密閉したアルコール気泡管を用いた水準器は、17世紀半ばの発明である。発明当初は測量用で、大工用として一般に使用されるようになったのは19世紀になってからである。
日本のものでは、鎌倉時代（1309年＝延慶2年）の絵巻物　春日権現験記（かすがごんげんげんき）に藤原光弘の館「竹林殿」普請（建設工事）を描いた絵画があり、地上に置いた木製の樋に水を注いで、その水面を基準に地面の水平を測っている様子が見てとれる。この木製の樋は「水準」（みずばかり）または、「水盛台」（みずもりだい）と呼ばれていて、現代の気泡管水準器が市販され普及するまでの長きに亘り使われていた。

## 種類

### 気泡管水準器
気泡管水準器は、金属製あるいは樹脂製のケース（フレーム）内に一定の角度で取り付けられた気泡管（アルコールやエーテルなどの液体と一つの気泡が封入されたガラス製密閉容器）を利用した水準器である。気泡管には複数の標線（基準線）と呼ばれる線が入っており、物体の一定面にフレームを当てたときに、気泡管の中の気泡の位置が最も内側の標線の間の中央にあれば、その面は水平または鉛直に対して平行であることになる。
フレームに対して取り付けられている気泡管の角度によって、その気泡管で測ることが可能な角度が決まる。一般的には水平と垂直の2本または、水平と垂直に45°を加えた3本の気泡管を備えたものが多いが、土木工事向けに水平と垂直に30°45°60°の気泡管も備えた気泡管が5本のものや、屋根工事向けに気泡管を任意の角度へ可変できるスラント機能付のものも市販されている。
気泡管の曲率を大きくして多数の標線を付けて緩勾配角度を測れるものもあるが精度は低い。
単体の水準器として広く市販されているほかに、使用のたびに水平定置と確認を要する測量器械、移動式クレーン、高所作業車、建柱車、杭打機、衛星中継車などには高感度かつ高精度な気泡管水準器が組み込まれている。

### 円形（円盤形）水準器
薄型透明円盤の中に石油またはアルコールなどの液体と一つの気泡が封入されたもの。アクリル樹脂製のものが一般的。
一つで前後左右全方向の傾きを読み取れる上に、感度や精度は、やや劣るがガラス円筒形気泡管と比べて薄く小型かつ安価なものを製造できるので、高精度は要しないが凡そ水平または垂直で使用する必要がある器具や装置の組み込み用として多用されている。
単体の水準器としての用途は少なく、測量器械の整準上盤、ポールや標尺、測距プリズム、はかり（質量計）、映写機、プロジェクター、撮影用三脚や雲台、方位コンパス、折りたたみ式の作業台やスポーツ器具などに組み込まれている例が多い。

## 非接触で使用可能な水準器

### レーザー水準器

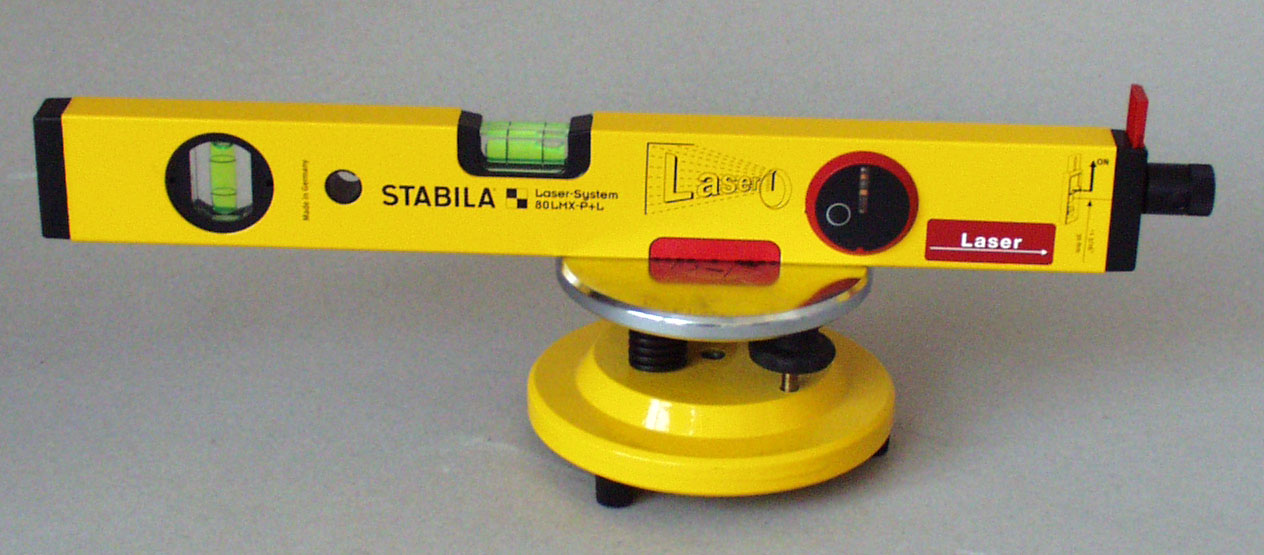
レーザー水準器

角筒形の水準器にレーザーポインターを内蔵したもの。可視光レーザー光線を発し、水準器より離れた位置に在る対象物に照射することで水平や高さを目で見て確認できる。水準儀（望遠鏡レベル）や墨出器と比べて精度は低い。

### ハンドレベル

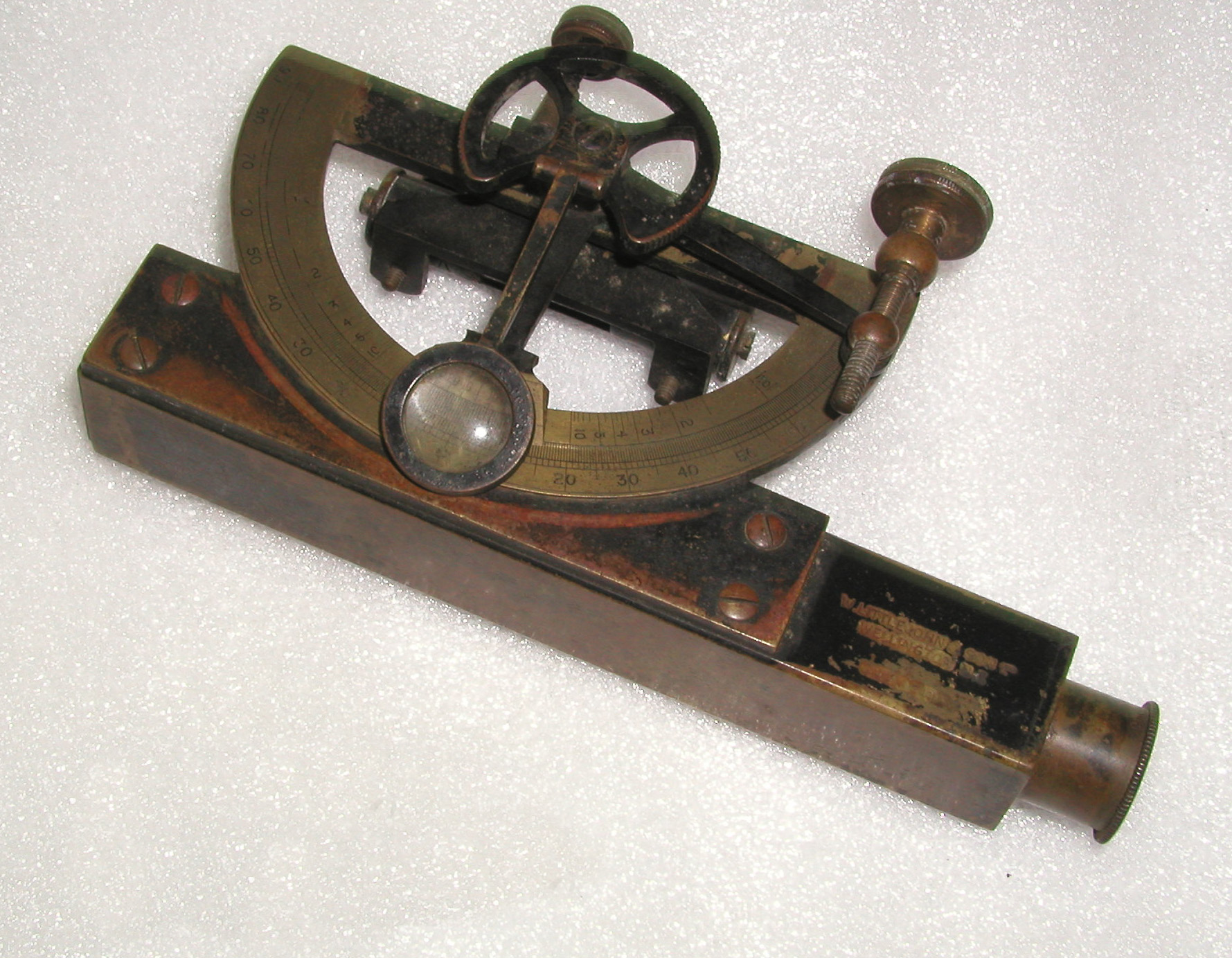
高度分度器付ハンドレベル

手持水準儀とも言い、簡易な測量器である。歩測で行う地質図ルートマップの作成や 精密測量に先立つ現地踏査（下見調査）、田畑整備や造園工事での水準観測、草花や農作物の成長度（穂高）観測、山林山岳地帯の簡易測量など精度を要求しない水準観測や勾配観測に用いられている。
基本的には上部に気泡管水準器を取り付けた3倍から5倍程度の低倍率望遠鏡あるいは単なる見通し筒で、内部に設けた鏡で気泡の位置と視準対象を同時に見ることによって望遠鏡または見通し筒を水平に保って測点を視準するものである。気泡管が固定された水平専用タイプのほかに、上部に気泡管付高度分度器を備えていて傾斜角を読み取れるタイプも市販されている。

## 水盛管
「みずもりかん」ゴム管（ゴムホース）の両端に数十センチ程度の長さの透明ガラス管を接続したものまたは、全体が透明なビニールホースをU字形に保持し水を入れたもの。

途中に気泡が入らないように水を満たせば両端の液面は必ず水平になることを利用して離れた2点間の水準（高差）を求めたり確認に用いる。ゴム管やガラス管が市販されるようになった明治時代中期ごろから使われ始めた。使用にはホースの端を保持し、液面を視準するために二人必要になるが、片側に縦長バケツや液面合致をブザーで知らせる電子式水面計を取り付けた製品も発売されており、これらを用いれば一人作業も可能である。構造はホースが主であり安価で取り扱いが簡単な割に精度が高い。
現代では精度の高い気泡管水準器や水準儀（望遠鏡レベル）が普及しているが、測点が数メートル以上離れていたり測点が平面ではない場合は気泡管水準器を用いるのは困難であるし、測点間の見通しが他物で遮られていたり測量器械用三脚を据え付けるスペースを確保できなければ水準儀を用いるのも不可能であり、このような状況では水盛管が多用されている。

## 国内メーカー
- シンワ測定
- 藤田製作所
- F.S.K
- 大菱計器製作所
- 新潟理研測範
- 理研計測器製作所